# Alikvotní úrokový výnos
V oblasti financí je alikvotní úrokový výnos úrok na dluhopisu nebo úvěru, který se nahromadil od hlavní investice, nebo od poslední kupónové platby, pokud už nějaká proběhla.
Pro finanční nástroje, jako například dluhopisy, se úrok vypočítává a vyplácí v nastavených intervalech (například jednou ročně nebo pololetně). Vlastnictví dluhopisů/úvěrů může být převedeno mezi různými investory nejen v okamžiku, kdy jsou kupony vyplaceny, ale kdykoliv mezi kupónovou platbou. Alikvótní úrokový výnos řeší problém týkající se vlastnictví dalšího kuponu, pokud se dluhopis prodává v období mezi kupóny: pouze aktuální vlastník může přijímat kupón platby, ale investor, který prodal dluhopisy, musí být kompenzován za období, za které on nebo ona vlastnil dluhopis. Jinými slovy, předchozí majitel musí dostat zaplaceny úroky vzniklé před prodejem.